# Halecium birulai
Halecium birulai är en nässeldjursart som beskrevs av Sergei Aleksandrovich Spassky 1929. Halecium birulai ingår i släktet Halecium och familjen Haleciidae.
Artens utbredningsområde är Norra Ishavet. Inga underarter finns listade i Catalogue of Life.